# Euryopis umbilicata
Euryopis umbilicata là một loài nhện trong họ Theridiidae.
Loài này thuộc chi Euryopis. Euryopis umbilicata được Ludwig Carl Christian Koch miêu tả năm 1872.